# Площадь Защитников Неба
Пло́щадь Защи́тников Не́ба — площадь в Западном административном округе города Москвы на территории района Крылатское. Площадь расположена между домами № 11 и 15 по Осеннему бульвару и выходит на сам бульвар.

## Происхождение названия
Площадь названа 4 июля 1995 года в ознаменование 50-летия Победы в Великой Отечественной войне. Находящийся на этой площади памятник посвящён защитникам неба от налётов фашистской авиации в период «Битвы за Москву».

## Транспорт
- Недалеко от площади расположена станция метро «Крылатское»

## Достопримечательности
Памятник «Героям противовоздушной обороны Москвы в Великой Отечественной войне 1941—1945 гг.», открытый в 1995 году (скульптор Л. Е. Кербель, архитектор Е. Г. Розанов).